# Drusilla (Buffy contre les vampires)
Cet article concerne le personnage de la série Buffy contre les vampires. Pour les autres significations, voir Drusilla.
Drusilla (surnommée Dru) est un personnage de fiction des séries télévisées américaines Buffy contre les vampires et Angel. Le personnage est joué par Juliet Landau et doublé en version française par Dorothée Jemma. Elle est l'un des adversaires majeurs de Buffy dans la saison 2 de la série. C'est un vampire qui a des dons psychiques mais que sa transformation a laissé à demi-folle, et cette combinaison la rend particulièrement dangereuse. En 2010, le magazine SFX la classe à la 10e place de son Top 50 des vampires au cinéma et à la télévision.

## Biographie fictive
Une grande partie de l'histoire de Drusilla avant son arrivée à Sunnydale nous est connue par des flashbacks divers dans les séries Buffy contre les vampires et Angel.
Quand Drusilla était humaine, elle vivait à Londres une vie pure et chaste. Drusilla voit le jour le 19 janvier 1837 dans une famille anglaise religieuse. Elle grandit dans ce cocon, entourée de ses deux sœurs. Elle possède un pouvoir de prémonition mais vit très mal ce don, le pensant satanique. En 1860, Darla remarque Drusilla, perçoit son don, et veut en faire cadeau à Angelus. Drusilla devient rapidement une obsession pour Angelus, qui a perçu sa grande pureté, et il commence alors à la faire souffrir : il tue tous les gens qu'elle aime (dont toute sa famille) devant ses yeux et Drusilla prend alors la fuite et se réfugie dans un couvent. Le jour où elle va prononcer ses vœux, Angelus massacre toutes les sœurs du couvent avec l'aide de Darla en forçant Drusilla à regarder, puis il fait d'elle un vampire. Ces traumatismes répétés rendent Drusilla totalement folle.
Après son engendrement, Drusilla rejoint Angelus et Darla mais, se sentant seule alors que Darla avait un compagnon en la personne d'Angelus, elle décide de transformer en vampire un poète raté (Spike) en qui elle a vu un talent caché. Elle l'engendre sans que celui-ci ne résiste et en fait son compagnon tout en continuant à avoir des rapports sexuels occasionnels avec Angelus. Les quatre vampires, formant une sorte de famille connue sous le nom de « fléau de l'Europe » commettent les pires atrocités pendant plus de 20 ans, jusqu'à ce qu'Angelus, maudit par des bohémiens, retrouve son âme en 1898 et quitte le groupe. Durant la révolte des Boxers, en Chine et 1900, ils sont à nouveau brièvement réunis tous les quatre, puis Spike et Drusilla quittent Darla pour parcourir le monde,.
Certaines de ses aventures avec Spike durant le XXe siècle ont fait l'objet de comics mais ceux-ci ne sont pas considérés comme faisant partie du canon. Vers 1997, elle se rend à Prague avec Spike et manque de se faire tuer par une foule en colère, ce qui la laisse dans un état d'extrême faiblesse. D'après l'histoire de Tales of the Vampires (considérée comme faisant partie du canon), Drusilla est capturée par un inquisiteur et jetée dans une prison de Prague à cause du massacre qu'elle et Spike ont causé. L'inquisiteur continue à torturer Drusilla dans une chaise uniquement construite pour ce but jusqu'à ce que Spike la retrouve et ne tue son ravisseur. Spike emmène alors Drusilla à Sunnydale dans l'espoir que la proximité de la Bouche de l'Enfer lui redonne ses forces et sa santé.

## Apparitions
Le personnage de Drusilla apparaît en tout dans 24 épisodes des séries Buffy contre les vampires et Angel.
Dans Buffy, elle est présente dans 17 épisodes : Attaque à Sunnydale, Halloween, Mensonge, Kendra, partie 1, Kendra, partie 2, Innocence (en deux parties), Un charme déroutant, La Boule de Thésulah, La Soirée de Sadie Hawkins et Acathla (en deux parties) dans la saison 2, La Faille (flashbacks) et La Déclaration dans la saison 5, et Rédemption, L'Aube du dernier jour (en tant qu'apparence prise par la Force dans ces deux épisodes) et Un lourd passé (flashbacks) dans la saison 7.
Dans Angel, elle apparaît dans 7 épisodes : Cher amour (flashbacks), Darla (flashbacks), L'Épreuve, Retrouvailles et Déclaration de guerre dans la saison 2, et Destin (flashbacks) et La Fille en question dans la saison 5.

### Dans la sérieBuffy contre les vampires

#### Saison 2
Drusilla fait sa première apparition dans l'épisode Attaque à Sunnydale mais est dans un état de grande faiblesse durant la première moitié de la saison et Spike doit prendre soin d'elle. Sa folie particulière, mélange entre cruauté, douceur et incohérence apparente dans ses discours, et son don de précognition sont néanmoins présentés aux téléspectateurs. Buffy découvre son existence lors de l'épisode Mensonge. Quand Spike découvre que le sang du vampire qui l'a engendré peut guérir Drusilla, il capture Angel et Drusilla le torture longuement dans l'épisode Kendra, partie 2. Le rituel destiné à rendre ses forces à Drusilla est interrompu par l'intervention de Buffy et du Scooby-gang, mais est néanmoins couronné de succès, rendant sa puissance à Drusilla. Spike est cependant blessé durant l'attaque et c'est désormais Drusilla qui prend soin de Spike. Peu après, Angel, redevenu maléfique, les rejoint (épisode Innocence). Drusilla et Angelus font alors équipe pour tenter d'éliminer Buffy et flirtent sans vergogne, ce qui attise la jalousie de Spike. Dans le double épisode final (Acathla), Drusilla élimine la Tueuse de vampires Kendra Young en l'hypnotisant et en lui tranchant la gorge et tente, avec Angelus, de provoquer l'apocalypse ; mais Spike conclut à son insu un pacte avec Buffy et tous deux interviennent pour contrecarrer ce plan. Drusilla se bat alors avec Spike, mais est assommée par ce dernier, qui l'emmène loin de Sunnydale.
Lors de la saison 3, dans l'épisode Amours contrariés, on apprend que Drusilla a quitté Spike et celui-ci la reconquiert brièvement, mais elle le quitte à nouveau, comme on l'apprend dans la saison 4.

#### Saison 5
On revoit Drusilla lors d'un flashback de l'épisode La Faille alors qu'elle est au Brésil avec Spike et on comprend alors que la principale cause de sa rupture avec Spike est qu'elle avait senti, avant que lui-même ne s'en rende compte, son attirance pour Buffy. Après qu'elle est apparue dans la saison 2 d'Angel, on la retrouve à Sunnydale dans l'épisode La Déclaration. Elle massacre plusieurs personnes dans un train et tente de persuader Spike de reformer une famille avec elle et Darla. Mais Spike est à ce moment-là déjà amoureux de Buffy et capture Drusilla, offrant même à Buffy de la tuer pour lui prouver son amour. Un combat finit par éclater, à l'issue duquel Drusilla quitte Sunnydale, comprenant que Spike est définitivement perdu pour elle.
Après cela, on ne revoit plus le personnage de Drusilla que lors de flashbacks (dans la saison 7, épisode Un lourd passé) ou quand la Force prend son apparence pour torturer Spike (également dans la saison 7).

### Dans la sérieAngel

#### Saison 2
Elle fait son apparition dans cette série à l'occasion de flashbacks, puis entre réellement en scène au cours de l'épisode L'Épreuve, à la demande de Wolfram & Hart afin qu'elle transforme à nouveau Darla en vampire. Darla est tout d'abord enragée par ce qu'a fait Drusilla, à la grande surprise de celle-ci qui pensait sincèrement lui faire une grande faveur, et toutes les deux se battent. Elles se réconcilient néanmoins assez vite et se rendent responsables de plusieurs massacres à Los Angeles. Ensuite, elles rompent leurs accords avec Wolfram & Hart en tuant la plupart des membres importants de l'organisation, dont Holland Manners, épargnant seulement Lilah Morgan et Lindsey McDonald. Malgré ses réticences, Angel les combat toutes les deux, et finit par les brûler vives dans l'épisode Déclaration de guerre. Drusilla est grièvement blessée et prend la fuite après avoir sauvé Darla de la combustion. Elle quitte Los Angeles peu après pour retourner brièvement à Sunnydale.
On ne revoit ensuite Drusilla que dans la saison 5, lors de flashbacks dans les épisodes Destin et La Fille en question.

### Dans les comics
Drusilla est le personnage principal d'un double numéro spécial de la série de comics Angel: After the Fall et elle retrouve brièvement Spike à Las Vegas dans la mini-série consacrée à ce personnage. Dans les comics Angel & Faith, elle devient saine d'esprit quand un démon Lorophage absorbe son traumatisme mais devient du même coup contrôlée par ce démon. Quand Angel tue le Lorophage, Drusilla est libérée de son contrôle mais perd à nouveau la raison. Elle élimine plus tard une Tueuse londonienne.

## Concept et création
D'après Marti Noxon, les auteurs de la série ont donné au couple Spike-Drusilla un look et une attitude caractéristiques de rebelles, proches du mouvement punk, en s'inspirant de Sid Vicious et de Nancy Spungen et dans le but de créer un contraste avec la religiosité affichée par le Maître et ses fidèles lors de la première saison. Ce qui rend le personnage intéressant, c'est le profond contraste qu'il y a entre son côté diabolique, sa folie qui lui donne un côté décalé et l'amour qu'elle partage avec Spike et qui compense, aux yeux du public, ses mauvaises actions.
Juliet Landau a été contactée afin d'auditionner pour le rôle de Drusilla car Joss Whedon avait apprécié son interprétation dans le film Ed Wood. Ayant immédiatement saisi l'essence de son personnage, elle a été engagée moins d'une heure après sa rencontre avec les producteurs de la série et sa lecture du rôle. Il restait alors quatre acteurs en lice pour celui de Spike. James Marsters a été choisi en raison de son alchimie immédiate avec Juliet Landau lors des lectures.

## Particularités

### La musique
Drusilla aime particulièrement la musique et les chansons. Elle aime avoir des oiseaux (même si elle les laisse mourir, faute de les avoir nourris) et adore les écouter chanter. Elle aimait beaucoup écouter les chansons de sa mère, qu'elle chante auprès d'Angel dans l'épisode Mensonge et d'un petit garçon dans le même épisode. Elle va aussi chanter dans la saison 2 d'Angel une chanson macabre pour fêter la renaissance du vampire Darla et lors de massacres, elle se met aussi à chanter.
Mais le chant n'est pas sa seule passion, elle aime danser, elle le fait dans quasiment toutes les saisons de Buffy et Angel. Quand la mort, la peine ou la terreur approchent, elle trouve cela enivrant et se met à danser avec extase et joie.

### Mademoiselle Edith
Elle est toujours avec une poupée qu'elle appelle par ce nom qu'elle aime par-dessus tout. On la voit avec dans divers épisodes de Buffy contre les vampires. Elle joue à la dînette avec elle et d'autres poupées comme une douce enfant et parle avec elle. On revoit Mademoiselle Edith dans le bureau de Wolfram & Hart, dans les bras de Drusilla dans l'épisode Retrouvailles.

## Pouvoirs de Drusilla

### Pouvoirs de vampire
- Force surnaturelle : Comme tous les vampires, elle dispose d'une force surnaturelle depuis qu'Angel l'a engendrée. Mais d'après Angel et Giles dans la saison 2, elle est beaucoup plus puissante qu'un vampire ordinaire.
- Immortalité : Elle est (comme tous les vampires) dotée de l'immortalité, les seuls moyens de la tuer sont de la brûler, la décapiter, la lumière du jour ou lui planter un pieu dans le cœur.
- Engendrement : Elle peut (comme tous les vampires) engendrer, c'est-à-dire transformer un humain en vampire, en échangeant ses fluides sanguins, lorsqu'elle a son apparence non-humaine. Elle a ainsi engendré Spike.

### Pouvoirs psychiques
- Prémonitions : Un don qu'elle possédait déjà lorsqu'elle était humaine. C'est pour cette raison que Darla et Angelus voulaient tant l'engendrer. On lui connaît différents moyens de voir l'avenir : généralement par le biais de visions épuisantes et douloureuses, mais aussi de rêves prophétiques, de la cartomancie, ou de la lecture de signes dans les étoiles et la Lune.
- Intuitions : Elle peut aussi détecter la présence de personnes à proximité. Elle repéra Angel, lorsqu'il était avec Darla dans la saison 2 d'Angel. Et elle "sentit" le successeur du Maître, le Juste des Justes, dans la saison 2 de Buffy. Elle a pu aussi sentir l'amour que Spike portait à Buffy avant même que lui-même ne le comprenne.
- Illusions : Elle peut aussi, en fixant les yeux d'une personne, créer des illusions. Elle se fit passer pour Jenny Calendar auprès de Giles pour le faire parler dans le dernier épisode de la saison 2.
- Hypnose : Elle a pu vaincre Kendra, une tueuse de vampires, en l'hypnotisant. Il lui suffit de la fixer avec ses yeux.